# Катастрофа Ту-104 в Иркутске (1976)
Катастрофа Ту-104 в Иркутске (1976) — авиационная катастрофа, произошедшая 9 февраля 1976 года. Авиалайнер Ту-104А авиакомпании «Аэрофлот» выполнял плановый внутренний рейс SU-3739 по маршруту Иркутск — Новосибирск — Свердловск — Ленинград, но сразу после взлёта самолёт вошёл в правый крен и через 7-8 секунд после взлёта лайнер зацепил крылом землю, после чего врезался в землю ещё раз и разрушился на три части, при этом повредив Ту-154Б авиакомпании «Chosonminhang». Погибли 24 человека на борту самолёта из 114 (104 пассажира и 10 членов экипажа), выжили 90 (из них 78 получили ранения).

## Самолёты

### Ту-104
Ту-104А с бортовым номером 42327 (первоначально — Л5421, заводской — 66600201, серийный — 02-01) был выпущен Омским авиазаводом 26 ноября 1956 года, а в декабре поступил в ГосНИИ ГА. В сентябре 1957 года данный авиалайнер установил несколько мировых рекордов, после чего к 12 декабря того же года был передан Главному управлению гражданского воздушного флота, которое направило его в 1-й Иркутский авиаотряд Восточно-Сибирского территориального управления ГВФ. По имеющимся сведениям, изначально авиалайнер имел салон на 70 мест, но позже был переделан в 85-местный. На момент катастрофы самолёт имел 22 069 часов налёта и 10 308 посадок.

### Ту-154
Ту-154Б (заводской номер — 75А129, серийный 0129) с бортовым номером 551 был выпущен Куйбышевским авиазаводом и был введён в эксплуатацию 29 января 1976 года в авиакомпанию «Chosonminhang». На день катастрофы лайнеру было 11 дней.

## Экипаж
Экипаж самолёта был из 201-го лётного отряда и имел следующий состав:
- Командир воздушного судна (КВС) — Иван Николаевич Свистунов
- Второй пилот — Анатолий Фёдорович Графенков
- Штурман — Юрий Михайлович Красноярцев
- штурман-стажёр — Владимир Николаевич Дубровский
- Бортмеханик — Николай Ефимович Коншин
- Бортрадист — Герман Владимирович Фирстов
- Бортпроводник-инструктор — Ариада Леонидовна Шабалина
- Бортпроводники:
  - Нина Владимировна Аксаментова
  - Александр Иванович Сурков
  - Галина Александровна Ушакова

### Ситуация с пассажирами
На борт сели 99 взрослых пассажиров (при 85-местном салоне), включая 6 граждан Монголии. Также экипаж разрешил сесть на борт ещё четырём пассажирам с билетами, но без мест, из которых двух разместили в туалете, а двух — в переднем вестибюле. Также на борт сел взрослый сын бортрадиста И. Г. Фирстов, который находился в кабине. Все эти пять дополнительных пассажиров не были указаны в документах на загрузку.

## Катастрофа
Ту-104А борт СССР-42327 должен был выполнить рейс SU-3739 по маршруту Иркутск — Новосибирск — Свердловск — Ленинград. Небо над Иркутском в это время было частично покрыто облаками, дул юго-восточный ветер, а видимость составляла более 10 километров.
В 08:14 (03:14 МСК) в утренних сумерках Ту-104 начал взлёт по магнитному курсу 116°. Но уже в процессе разбега его начало разворачивать вправо, поэтому руль направления со значительным усилием был отклонён влево на 20—25°. Достигнув приборной скорости 300—318 км/ч, авиалайнер оторвался от взлётно-посадочной полосы (ВПП), при этом пилоты уже вернули руль направления в нейтральное положение, одновременно отклонив элероны на создание правого крена, вероятно, для парирования момента от бокового ветра. Но сразу после отрыва появился нарастающий правый крен, поэтому самолёт начало сносить вправо, а поднявшись на 30 метров, он начал быстро терять высоту. Спустя 7—8 секунд после отрыва от ВПП в 129 метрах правее её и в 180 метрах от её юго-восточного торца летящий по курсу 165° Ту-104 с правым креном близким к 70° зацепил правой плоскостью крыла покрытый снегом грунт.

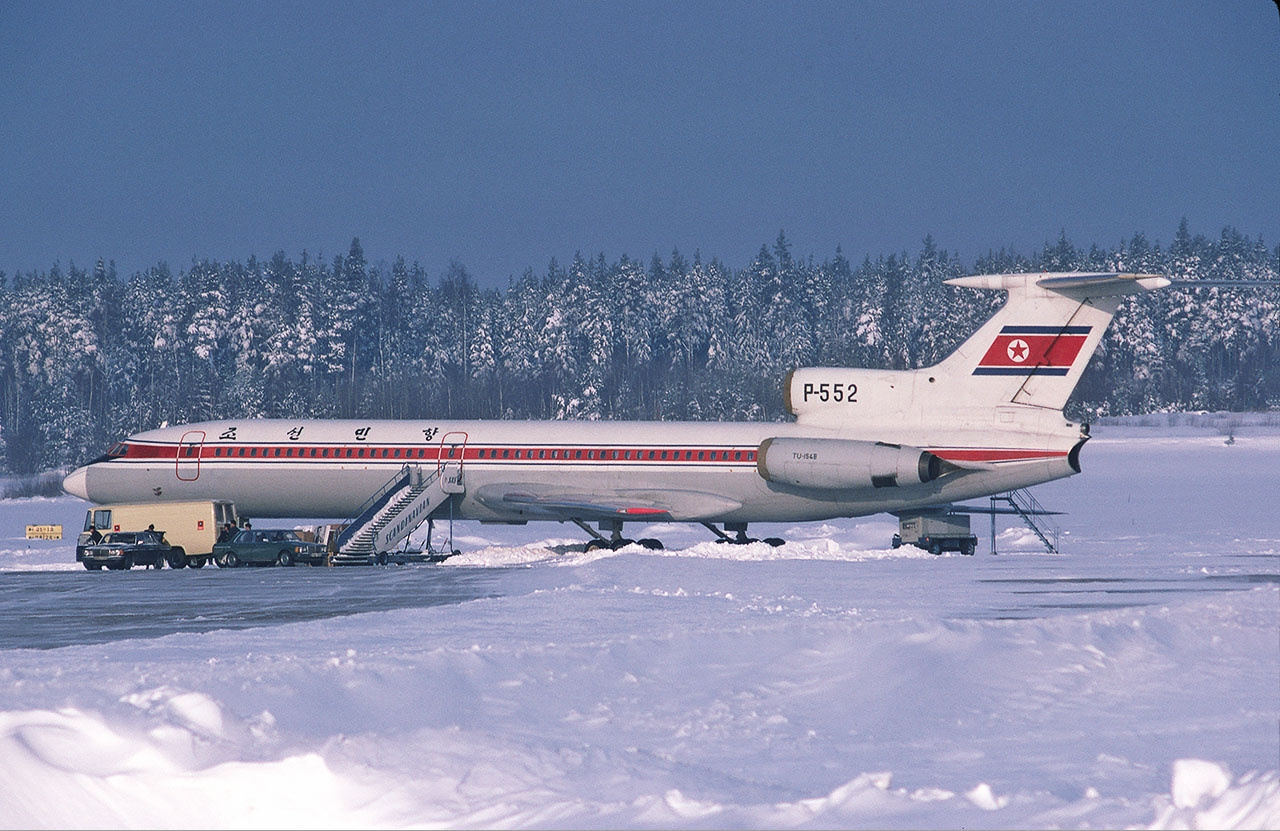
Северокорейский Ту-154Б

В это же время по рулёжной дорожке (РД) № 2 следовал Ту-154Б борт 551 северокорейской компании Chosonminhang, который ранее совершил посадку и теперь выруливал на РД № 1. Его командир Кравченко увидел несущийся на них Ту-104 и быстро перевёл средний двигатель во взлётный режим (левый и правый к тому времени уже были выключены). Ту-104 же в 92 метрах от точки первого касания врезался в землю носовой частью, а через несколько метров ударился о бетонные блоки, из-за чего оторвало часть левой консоли крыла. Пересекая РД № 1, Ту-104 промчался позади Ту-154, обломками повредив ему правый борт фюзеляжа и правую плоскость крыла. Вылетев с находящегося за рулёжной дорожкой склона высотой 4,4—5 метров, самолёт пролетел 30 метров и повторно врезался в землю в 480 метрах правее оси ВПП и в 80 метрах до траверза её торца. От удара фюзеляж разорвало на три части, из которых наиболее сильно пострадала средняя. Пожара при этом не возникло, так как экипаж успел перекрыть пожарные краны.
В результате катастрофы на месте погибли командир, второй пилот, штурман, бортмеханик, бортрадист, бортпроводник-инструктор, бортпроводница (Аксаментова), а также 8 пассажиров, включая сына бортрадиста. Позже в больницах в течение недели умерли штурман-стажёр, бортпроводник (Сурков) и 7 пассажиров. Таким образом, всего в катастрофе погибли 24 человека: 9 членов экипажа и 15 пассажиров. Бортпроводница (Ушакова) и 77 пассажиров получили различные ранения.

## Причины

### Расследование
Согласно предварительным выводам, при разбеге по ВПП возник разворачивающий момент вправо, а сразу после отрыва появился правый крен, который не парировался воздействием органов управления. Таким образом, возникло подозрение на то, что произошло изменение несущих свойств правой плоскости крыла, что вызвало аэродинамический дисбаланс между ней и левой плоскостью.
Чтобы найти истину, правую плоскость отправили в ГосНИИ ЭРАТ ГА, где был сделан вывод, что до удара о землю крыло не было повреждено, а его механизация была полностью исправна. Также провели лётные испытания на однотипном самолёте. Непосредственно по характеру полёта Ту-104 в промежутке между отрывом от полосы и до столкновения с землёй ЦАГИ сделал следующее заключение:
1. Отрыв самолёта от ВПП был произведен энергичным взятием штурвала «на себя» с выходом на углы атаки выше допустимых. Последующее отклонение штурвала «от себя», а затем вторичное, значительно более энергичное взятие штурвала «на себя» привели к тому, что после отрыва углы атаки были также выше допустимых (более 10,5°).
2. Непрерывное развитие угловой скорости может быть объяснено только наличием постоянного кренящего момента 15 000 кГм, который может быть вызван асимметричной заправкой топлива.
3. Эффективность органов поперечного управления на углах атаки 10,5—13° позволяет обеспечить балансировку самолёта при наличии кренящего момента 15 000 кГм. При этом потребные углы отклонения элеронов составляют около 6—7°.
4. Поведение самолёта с момента отрыва при наличии такого кренящего момента согласуется с отклонениями органов управления, полученных из расшифровки МСРП-12-96. При вращении самолёта со значительной угловой скоростью с 67-й секунды с момента начала взлета возникли срывные явления на концевой части крыла.

### Окончательное заключение
После отрыва самолёта при выходе на углы атаки, превышающие на 2—3° установленные РЛЭ углы атаки отрыва, что на 3—4° меньше углов атаки начала сваливания, произошло нарушение поперечной управляемости самолёта. Этому могло способствовать наличие углов скорости кренения вправо сразу же после отрыва в результате парирования экипажем бокового ветра 5-7 м/с (к моменту отрыва наблюдаются отклонения элеронов на создание правого крена на 1,5—2° с увеличением затем до 5°), что привело к увеличению угла атаки на правом крыле. Проведённые лётные испытания показали, что при полёте самолёта Ту-104 в крене при наличии угловой скорости крена возникает нарушение поперечной управляемости: пропадают усилия на штурвале, возникает тряска, развивается угловая скорость крена без соответствующих отклонений элеронов. Восстановление управляемости происходит только после резкой отдачи штурвала от себя и уменьшения угла атаки. Подобное явление ранее в эксплуатации Ту-104 не встречалось и лётные испытания по его исследованию не проводилось. В данном полёте нарушение поперечной управляемости могло проявиться в перекомпенсации элеронов, что явилось неожиданным для экипажа. В условиях полёта на малой высоте действия пилота по отклонению элеронов на вывод из правого крена не смогли предотвратить снижения самолёта и столкновения с землёй. Для восстановления поперечной управляемости, согласно лётным испытаниям, требуется немедленная резкая отдача штурвала «от себя» (порядка 20° за 1 сек.), что на взлёте в условиях близости земли не может быть реализовано.
Особое мнение входившего в состав комиссии представителя МАП: Причинами катастрофы являются:
1. Несимметричная заправка самолёта — в правую плоскость заправлено на 1300—1500 килограммов больше топлива, чем в левую плоскость, что потребовало дополнительного отклонения элеронов и осложнило пилотирование самолёта.
2. Ряд ошибок, допущенных лётчиком при взлёте:
  - увеличение угла атаки после отрыва сверх допустимого, непринятие мер к погашению сигнала АУАСП (горел более 8 секунд);
  - взлёт с увеличивающимся правым креном и непринятие энергичных мер к его устранению (не отдан штурвал «от себя», не даны полностью элероны правого крена, не использован руль направления);
  - преждевременное выключение двигателей.

3. Увеличившийся вследствие этого правый крен с одновременным снижением и ударом о землю.